# L'Amant de lady Chatterley (film, 1955)
Pour les articles homonymes, voir Lady Chatterley.
Pour plus de détails, voir Fiche technique et Distribution.
L'Amant de lady Chatterley est un film français réalisé par Marc Allégret, sorti en 1955.
Il s'agit d'une adaptation du roman L'Amant de lady Chatterley de D. H. Lawrence publié en 1932.

## Synopsis
L’histoire est celle d’une jeune femme mariée Constance (Lady Chatterley) dont le mari, riche propriétaire terrien, est devenu paralysé pendant la guerre et ne peut plus procréer.
Une vie monotone, un mari préoccupé par la gestion de ses mines et de sa descendance le poussent à inciter Constance à prendre des vacances à Venise avec sa sœur, pour y faire des rencontres et en revenir enceinte.
Mais Constance va être séduite par le garde-chasse de son mari, ce qui va choquer le village environnant. Jusqu'à ce qu'une lettre anonyme parvienne à Sir Chatterley  et lui apprenne son infortune...

## Fiche technique
Sauf indication contraire, les informations mentionnées dans cette section peuvent être confirmées par la base de données cinématographiques IMDb,  présente dans la section « Liens externes ».
- Titre : L'Amant de lady Chatterley
- Réalisation : Marc Allégret
- Scénario : Marc Allégret et Joseph Kessel d’après le roman L'Amant de lady Chatterley de D.H. Lawrence, adapté par Gaston Bonheur et Philippe de Rothschild[1]
- Musique : Joseph Kosma
- Décors : Alexandre Trauner
- Costumes : Paulette Coquatrix
- Photographie : Georges Périnal
- Son : Robert Biard, Victor Revelli, Jean Zann
- Montage : Suzanne de Troeye
- Production : Gilbert Cohen-Seat et Claude Ganz
- Sociétés de production[2] : Orsay Films et Régie du Film
- Sociétés de distribution[1] : Columbia France
- Budget : n/a
- Pays de production :  France
- Langue originale : français
- Format[3] : Noir et blanc - 35 mm - 1,37:1 (Format académique) - son Mono
- Genre : drame, romance et historique
- Durée : 98 minutes[1]
- Dates de sortie[4] :
  - France : 7 décembre 1955
- Classification :
  - France : tous publics[5]

## Distribution
- Danielle Darrieux : Constance Chatterley
- Erno Crisa : Oliver Mellors
- Leo Genn : Sir Clifford Chatterley
- Berthe Tissen : Mrs. Bolton
- Janine Crispin : Hilda
- Jean Murat : Baron Leslie Winter
- Gérard Séty : Michaelis
- Jacqueline Noëlle : Bertha Mellors
- Léon Daubrel : Le docteur
- René Lord : Lewis
- Nicole Malric : La femme de chambre
- Christian Marquand : L'amant de Bertha
- Jean Michaud : Wilcock
- Jacques Marin : un habitué du pub
- Charles Bouillaud : un habitué du pub
- Alain Bouvette : un habitué du pub
- Roland Bailly

## Production

### Tournage
- Franstudio - Saint-Maurice (Val-de-Marne)

## Accueil

### Box-office
Marc Allégret a été plébiscité par le public pour ce film, qui a enregistré 1 737 788 entrées en salles françaises.